# Xavier Montsalvatge

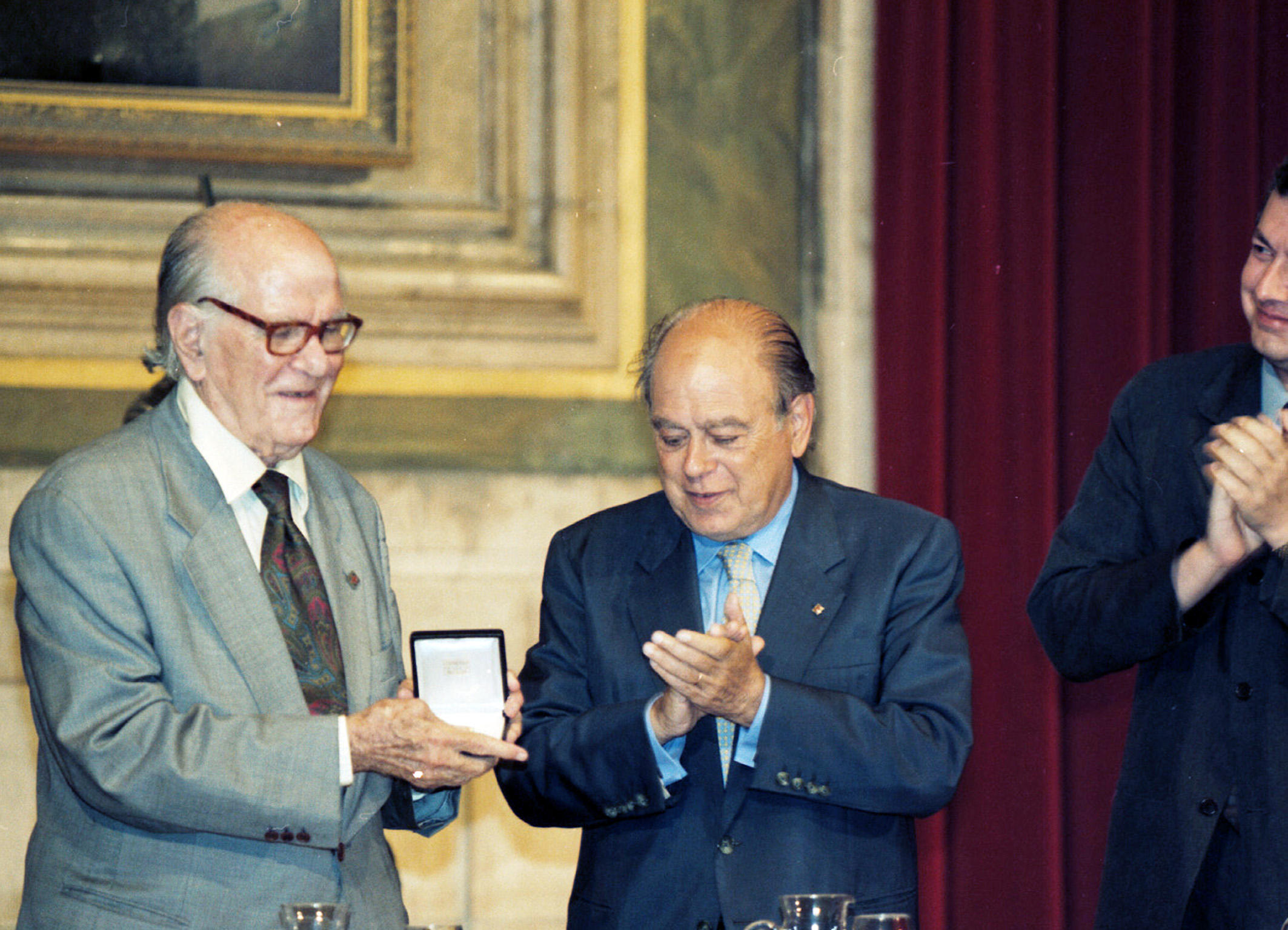
Xavier Montsalvatge (t.v.) får medalj av Kataloniens regionpresident Jordi Pujol 1999.

Xavier Montsalvatge i Bassols, född den 11 mars 1912 i Girona, död den 7 maj 2002 i Barcelona, var en spansk katalansk kompositör och musikkritiker. Han var en av de mest tongivande i den katalanska musiken under 1900-talets senare hälft. Hans mest kända verk är Cinco canciones negras för mezzosopran och orkester.

## Biografi
Montsalvatge studerade violin och komposition på musikkonservatoriet i Barcelona. Hans lärare var Lluis Maria Millet, Enrique Morera, Jaume Pahissa, och Eduard Toldrà. Efter spanska inbördeskriget började Montsalavatge arbeta som musikkritiker på tidningen Destino 1942, senare blev han den tidningens ledare 1968 och 1975. Efter 1962 skrev han dessutom för tidningen La Vanguardia. Han återvände också till sitt alma mater som lärare 1970 och blev professor i komposition 1978.
Montsalvatges kompositioner utvecklades och genomgick flera olika stadier. I början av karriären, då han komponerade sin prisbelönta Sinfonia mediterránea (1949), var han starkt influerad av tolvtonstekniken och Wagnerismen, som vid den tiden dominerade den katalanska musikscenen. Under den följande perioden fann han inspiration i Västindiens musik (Cinco canciones negras, 1945; Cuarteto indiano, 1952). Hans stadiga kontakter med de franska kompositörerna Olivier Messiaen och Georges Auric ledde till en avgörande förändring i hans stil, som snart kom att präglas av fri polytonalitet (Partida, 1958). Senare, i sina sista kompositioner, kom han att påverkas av avantgarde.
Montsalvatges verk spänner över ett brett spektrum och innefattar operor, kammarmusik och orkestrala verk. Sin internationella berömmelse vann han genom Cinco canciones negras vars fem sånger för mezzosopran och orkester inspireras av rytmer och teman från Västindien. Den mest kända av sångerna är Canción de cuna para dormir un negrito (Vaggvisa till ett svart barn).
Montsalvatge skrev också filmmusik och 1987 nominerades hans komposition till filmen
Dragon Rapide för filmpriset  Goya  för bästa filmmusik.

## Verk (urval)
- Cinco canciones negras (1945)
- Sinfonia mediterránea (1949)
- Canciones Para Niños (1953)
- Sonatine pour Ivette (1962)
- Babel (1967)
- Homenaje a Manolo Hugué (1971)
- Serenata a Lydia de Cadaqués (1971)
- Reflexions-obertura (1975)
- Concert capriccio (1975) för harpa och orkester
- Fantasía (1985) för harpa och gitarr

Operor:
- El gato con botas
- Una voce in off
- Babel 46 (premiär 2002)

Balett:
- Perlimplinada, musik i samarbete med Federico Mompou

Musik för "cobla" (katalansk folkmusik):
- Elegia a Juli Garreta (1946)
- Madrigal en forma de sardana (1945)

## Inspelningar
Canciones negras (5) for voice & piano (or orchestra), dirigent: Sixten Ehrling, mezzosopran: Debra Kitabjian Every, inspelad i Örebro konserthus, september 1996, Bluebell Records.